# Обласний комітет Рад робітничих депутатів Донецько-Криворізького басейну

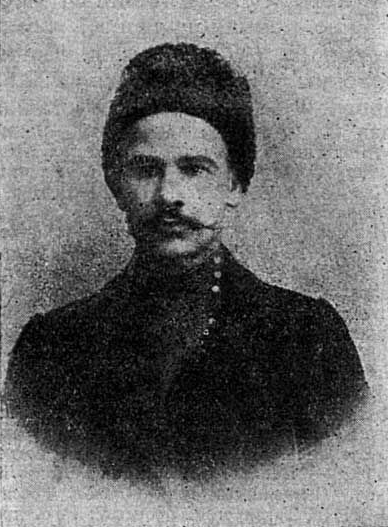
Голова Обласного комітету Рад робітничих депутатів Донецько-Криворізького басейну Семен Васильченко

Обласний комітет Рад робітничих депутатів Донецько-Криворізького басейну — виконавчий орган самоврядування робітників гірничодобувних та суміжних підприємств Донецько-Криворізького басейну.

## Обласна рада робітничих депутатів Донецько-Криворізького басейну
Обласна рада робітничих депутатів Донецько-Криворізького басейну — непостійний орган самоврядування робітників гірничодобувних та суміжних підприємств Донецько-Криворізького басейну у 1917-1918 рр.
Складався з представників місцевих рад. Збирався лише п'ять разів. Є відомості, що головою ради на III з'їзді (щодо якого є сумніви у легітимності) був обраний більшовик Борис Магідов.

## З'їзди Рад робітничих депутатів Донецько-Криворізького басейну
Усього відбулось одна конференція та чотири з'їзди Рад робітничих депутатів Донецько-Криворізького басейну:
I конференція рад робітничих і солдатських депутатів Донбасу 15-17 березня 1917 у Бахмуті
I з'їзд 25 квітня по 6 травня 1917 р.
II з'їзд 6 жовтня 1917 р.
III з'їзд 9 грудня 1917 р.
IV з'їзд 27 січня 1918 р.

### Перший обласний з'їзд рад Донецького і Криворізького басейнів
Перший обласний з'їзд рад Донецького і Криворізького басейнів відбувся у Харкові з 25 квітня по 6 травня 1917 року. На з'їзді було 170 делегатів, які сформували на багатопартійній основі свій постійний орган — Обласний комітет Рад (Обком) на чолі з 33-річним харків'янином Лазарем Голубовським з партії лівих есерів.

З’їзд одноголосно ухвалив встановити мінімальну заробітну плату для всіх робітників у 4 карбованці за 8-годинний робочий день.
Окрім цього делегати розробили кілька таблиць, за якими в залежності від складності праці визначалась реальна зарплата.
При зупинці підприємства робітникам мали виплачувати середню заробітню плату, а за понаднормову роботу — за коефіцієнтом 1,5. За постановою з’їзду заробітна плата членам рад і утримання рад мали здійснюватись за рахунок підприємств.
Промисловці мали зберегти або створити продовольчі магазини і відпускати в них продукти по цінах липня 1916 р. На важких
або гарячих роботах запроваджувався 6-годинний робочий день.
Перелік важких робіт, а також всі спірні питання між робітниками і адміністрацією мала розв’язувати рада робітничих депутатів та заводські чи рудничні комітети. 

Постанова з’їзду була вручена конференції гірничопромисловців півдня Росії, яка в той же час проходила у Харкові. Промисловці згодились лише частково задовольнити ці вимоги. На що конференція рад заявила, що відмова промисловців дає робітникам «цілковиту волю», а вина за можливі наслідки лягає цілком на гірничопромисловців73. Виник черговий затяжний конфлікт між робіниками і працедавцями.

### Другий обласний з'їзд рад Донецького і Криворізького басейнів
Був призначений на 5 жовтня, однак через відсутність кворуму перенесено на наступний день. Зі 130 делегатів 47 були більшовиками, 41 — меншовики, 34 — есери, 8 делегатів були безпартійними. У переобраному обкомі більшовиків була меншість.

### Третій обласний з'їзд рад Донецького і Криворізького басейнів
Третій обласний з'їзд рад Донецького і Криворізького басейнів розпочав свою роботу 9 (22) грудня 1918 р. у Харкові. Від 140 рад Донкривбасу прибули 77 делегатів від 46  рад. Присутні делегати були переважно учасниками обласної більшовицької конференції Донкривбасу, тобто були представниками більшовицьких фракцій рад, а не власне рад. 
Як з'ясувалося з перших же хвилин засідання з'їзду він був нелегітимний. За регламентом, затвердженим II з'їздом, він мав би вважатися правомочним, якби на ньому були присутні більше половини Рад області. З 140 ж рад було представлено 46. Але під тиском більшовиків з'їзд продовжив свою роботу. На цьому з'їзді було прийнято резолюцію «Про самовизначення Донецького і Криворізького басейна».
11 (24) грудня 1917 до цих 77 делегатів приєдналися 124 делегати, які покинули Всеукраїнський з'їзд рад у Києві і представляли 49 рад з усієї території України. Разом вони проголосили себе повноважним першим з'їздом рад України. Цей з'їзд у радянській історіографії отримав назву Першого Всеукраїнського з'їзду рад.

### Четвертий обласний з'їзд рад Донецького і Криворізького басейнів
Четвертий обласний з'їзд рад Донецького і Криворізького басейнів відбувся 27—30 січня 1918 в Харкові. 
На з'їзді були присутні 74 делегати, з них 48 більшовиків.
На з'їзді обговорювалися питання: 1) Поточний момент; 2) Економічна політика в Донецькому басейні; 3) Обласна організація.
На доповідь Артема (Ф. А. Сергеева) про поточний момент з'їзд ухвалив резолюцію, в якій схвалив розпуск Установчих зборів і підтримав рішення Третього Всеросійського з'їзду рад. 
На доповідь М. О. Скрипника була схвалена резолюція, в якій, проаналізувавши важке економічне становище на Донбасі, з'їзд закликав робітників до розгортання соціалістичних перетворень в економіці, для керівництва якими було вирішено утворити Південну обласну раду народного господарства.
При обговоренні питання про обласну організацію С. Ф. Васильченко, Артем (Ф. А. Сергеев), М. П. Жаков та ряд інших делегатів виступили за утворення окремо від Української народної республіки (частину якої контролював більшовицький Народний секретаріат) Донецько-Криворізької радянської республіки. Член Народного секретарітау М. О. Скрипник запропонував резолюцію, в якій визнавалася автономія Донбасу у складі «Південно-Російської Української республіки, як частини Всеросійської федерації радянських республік». З'їзд більшістю голосів схвалив пропозицію С. Ф. Васильченка про виділення Донецько-Криворізької області зі складу України і створення Донецько-Криворізької республіки. З'їзд обрав обласний виконавчий комітет рад. За дорученням з'їзду облвиконком 14 лютого 1918 року сформував Раднарком Донецько-криворізької області на чолі з Артемом (Ф. А. Сергеевим).

## Обласний комітет Рад робітничих депутатів Донецько-Криворізького басейну
Утворено у травні 1917 р. на Першому з'їзді рад робітничих та солдатських депутатів Донецько-Криворізького басейну. Головою був Лазар Голубовський.
Перебував у перманентному конфлікті із З їздом гірничопромисловців Півдня Росії через суперечки навколо умов праці шахтарів та суміжних професій.
На II обласний з'їзд Рад Донецько-Криворізького басейну обласний комітет було переобрано. Більшовики не отримали там більшості і блокували його роботу. Радянські історики пояснювали це тим, що нібито при формуванні складу з'їзду меншовики видали своїм прихильникам 50 «незаконних» мандатів
Михайло Жаков так змалював перші місяці роботи обкому після переформатування: "На перших засіданнях Обласного комітету ми зіткнулися з тим, що фракції меншовиків та с. — P., завдяки представництву від партійних центрів отримали переважання, в той час як на з'їзді більшість в один голос було забезпечено нам. Це паралізувало роботу Обласного комітету. Ми не могли при такому положенні дозволити ні одного принципового питання і займалися тільки вермішеллю "
Після жовтневого перевороту в Петрограді більшовики почали вимагали поставили на порядок денний перевибори обкому, а відповідно — і новий з'їзд Рад.
23 листопада 1917 більшовицька фракція обкому оприлюднила свою відозву «До робітників Донецького і Криворізького басейнів», в якому зажадала переобрання обласного комітету.
Четвертий обласний з'їзд обрав Обласний комітет у складі 9 осіб. Від більшовиків до нього увійшли Семен Васильченко, Михайло Жаков, Мойсей Тевелєв, Йосип Варайкіс і Андрєєв, від есерів Киричок, Ровенський, Маркарьян, від меншовиків Яків Рубінштейн. Не зовсім ясно чому в протоколі 9 осіб, а у прийнятій резолюції 11.
14 лютого 1918 р. обком створив Раду народних комісарів Донецько-Криворізької області. Цей крок дістав засудження від керівників більшовицької партії.
Одночасно виконком визначився зі своїм ставленням до Ради народних комісарів у Петрограді та ВУЦВК Рад України: «Ставлення до цих двох органів визначається наступним чином: Рада народних Комісарів Донецького і Криворізького басейну зобов'язана проводити в життя декрети Народних Комісарів Російської республіки в басейнах, ЦВК України вважається органом паралельним Обласному комітетові, але Ради Донецького басейну беруть участь в загальному будівництві державного життя з Радами всього півдня Росії -України, і Доно Кубано Терського району».
Обком припинив свою діяльність наприкінці весни 1918 р., коли свою владу в регіоні відновила УНР.

## Керівники
Голубовський Лазар Борисович (квітень 1917 - січень 1918)
Васильченко Семен Пилипович (січень-квітень 1918)

## Члени обласного комітету
Васильченко Семен Пилипович - більшовик.
Жаков Михайло Петрович - більшовик.
Тевелєв Мойсей Соломонович - більшовик.
Варейкіс Йосип Михайлович - більшовик.
Андрєєв - більшовик.
Рубінштейн Яків Львович - меншовик.
Киричок - есер.
Ровенський Павло (Фейфель) Володимирович - есер.
Макарьян - есер.
Кандидатами в члени обкому були також обрані: Алексєєв, Марк,  Микола Попов (всі меншовики) і Лазар Голубовський, Добровольський, Чорний (всі есери).